# أحمد بن محمد الجروان
أحمد بن محمد الجروان (من مواليد 25 أغسطس 1962) هو دبلوماسي إماراتي ورئيس المجلس العالمي للتسامح والسلام.

## التعليم
حصل أحمد الجروان على درجة الماجستير في هندسة الطيران من المعهد الجامعي للتكنولوجيا في فيل دافاري، فرنسا. أكمل دورة إدارة الدفاع الدولي في مدرسة الدراسات العليا البحرية في مونتيري، كاليفورنيا. التحق أيضًا بجامعة جامعة جورج تاون بالولايات المتحدة الأمريكية لإكمال دبلوم في دورات القيادة. وقد التحق أيضًا بـ كلية فليتشر للقانون والدبلوماسية في جامعة تافتس وجامعة زايد.

## المهنة
بدأ أحمد الجروان مسيرته المهنية في القوات المسلحة الإماراتية حيث تولى عددًا من المناصب. ثم أرسلته حكومة الإمارات العربية المتحدة إلى فرنسا لدراسة هندسة الطيران. إرسل لاحقًا إلى مصر والولايات المتحدة للتحضير ليصبح سفيرًا لدولة الإمارات العربية المتحدة. خلال المجلس الوطني الاتحادي  (المجلس الوطني الاتحادي)، كان يقوم بعمل جانبي كرئيس لأحد متاحف السيارات في الشارقة. كان عضوا في المجلس الوطني الاتحادي (المجلس الوطني الاتحادي) من عام 2011 إلى 2019. عندما انتخاب أحمد الجروان عضوًا في المجلس الوطني الاتحادي، انتخب من قبل البرلمان العربي ليكون رئيسًا له.
في عام 2017، شارك أحمد الجروان في تأسيس المجلس العالمي للتسامح والسلام، إلى جانب ثمانية أعضاء آخرين هم سام زاخم، فاتليندا طاهري، هرش تشادها، مفيد شهاب، هوغو بارابوتشي. و برهان حميدو، يني زنوبة، وجوزيف اللول. وفي عام 2018، انتخاب أحمد الجروان رئيساً للاتحاد العام للخبراء العرب.
وفي عام 2021، انتخب أحمد الجروان رئيسًا لمنتدى باريس للسلام من قبل الجمعية العمومية. وفي نفس العام، شغل أيضًا منصب رئيس المكتب التنفيذي للمنتدى ورئيسًا للمنتدى. الاتحاد العام للخبراء العرب.